# Asesinato de Jovenel Moïse
El asesinato de Jovenel Moïse fue un magnicidio que tuvo lugar el miércoles, 7 de julio de 2021, alrededor de la 01:00 a. m. (hora local) en Pétion-Ville. El entonces presidente de Haití se encontraba en su casa en el momento que un grupo de 28 mercenarios extranjeros, en su mayoría de nacionalidad colombiana, son presuntamente responsables del asesinato. La esposa de Moïse, la primera dama Martine Moïse, sobrevivió al ataque y fue hospitalizada. Fue evacuada al sur de Florida, Estados Unidos para recibir tratamiento de emergencia. Tras su muerte, El primer ministro interino, Claude Joseph, declaro que tiene el control del país. La sucesión legal a la presidencia no estuvo clara hasta la asunción de Ariel Henry como presidente y primer ministro interino de Haití.El fiscal jefe haitiano Bedford Claude confirmó los planes de interrogar a los principales guardaespaldas de Moïse; Ninguno de los guardias de seguridad del presidente murió ni resultó herido en el ataque.  Desde entonces, las autoridades estadounidenses han arrestado a once sospechosos de haber conspirado en el asesinato. Martine Moïse y el ex primer ministro Claude Joseph fueron acusados formalmente el 19 de febrero de 2024 de conspirar en el asesinato.

## Antecedentes

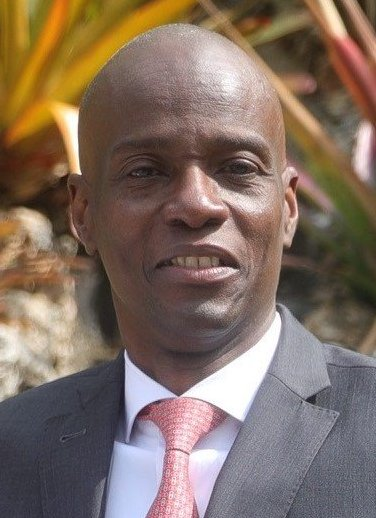
Jovenel Moïse

### Elección
Moïse fue el sucesor elegido del presidente Michel Martelly, a quien constitucionalmente se le prohibió buscar la reelección en las elecciones presidenciales de 2015. Según los resultados oficiales, Moïse recibió el 33% de los votos emitidos en la primera vuelta, más que cualquier otro candidato, pero por debajo de la mayoría necesaria para evitar una segunda vuelta. Estos resultados fueron cuestionados por el segundo clasificado, Jude Célestin, y otros cuyos seguidores protestaron. La segunda vuelta obligatoria se retrasó repetidamente, lo que provocó más protestas violentas, y los resultados finalmente se anularon. Cuando el titular Michel Martelly expiró el mandato, la legislatura nombró a Jocelerme Privert como presidente interino antes de nuevas elecciones en noviembre de 2016. En estas elecciones, Moïse recibió el 56% del recuento oficial, suficiente para evitar una segunda vuelta. Moïse asumió el cargo el 7 de febrero de 2017.

### Agitación política
Durante el mandato de Moïse, los disturbios políticos y la violencia fueron frecuentes, junto con varias protestas violentas contra el gobierno.
La duración del mandato de Moïse en el cargo fue disputada, lo que provocó una crisis constitucional . Los mandatos presidenciales son de cinco años, y Moïse reclamó un mandato para gobernar hasta febrero de 2022, cinco años después de asumir el cargo. Sin embargo, figuras de la oposición afirmaron que el mandato de Moïse terminó en febrero de 2021, cinco años después de que el vencedor de las elecciones presidenciales de 2015 hubiera prestado juramento en circunstancias normales. Las protestas generalizadas exigieron la renuncia de Moïse, y la oposición nombró al juez Joseph Mécène Jean-Louis como presidente interino propuesto en febrero de 2021. Moïse recibió el apoyo de los Estados Unidos y la Organización de Estados Americanos (OEA) por lo que permanecerá en el cargo por quinto año. 
Las elecciones legislativas programadas para octubre de 2019, así como un referéndum sobre enmiendas constitucionales, se retrasaron hasta 2024, lo que resultó en el fallo de Moïse por decreto. 
Moïse afirmó haber frustrado un golpe de Estado que intentaba matarlo y derrocar al gobierno en febrero de 2021; al menos 23 personas fueron detenidas. 
Moïse nombró a siete primeros ministros diferentes durante su mandato, el último de los cuales fue Ariel Henry, quien fue nombrado el 5 de julio de 2021, pero que no había prestado juramento en el momento del ataque.

### Planificación
Según el jefe de la Policía Nacional de Colombia, general Jorge Luis Vargas Valencia, los atacantes colombianos fueron reclutados por cuatro empresas. Afirmó que la motivación monetaria parece ser la única razón por la que los atacantes aceptaron hacer el trabajo. La empresa Worldwide Investment Development Group, con sede en Florida, fue identificada como la empresa que recaudó dinero para el asesinato. Su propietario se había reunido con un haitiano-estadounidense de 63 años que se describía a sí mismo como pastor y médico, en mayo de 2021 en una reunión que discutió la probabilidad de agitación política en Haití, quien aparentemente se veía a sí mismo como un futuro líder potencial para el país. Aceptó otorgarle préstamos, supuestamente para su seguridad durante la revolución haitiana prevista. Una gran parte de los fondos se destinó a una empresa de seguridad con sede en Miami llamada CTU Security para la contratación de mercenarios colombianos. El presidente de Colombia, Iván Duque Márquez, dijo que la mayoría de los colombianos fueron a Haití con la impresión de que iban a trabajar como guardaespaldas, pero algunos otros estaban al tanto del plan real.
Parnell Duverger, un profesor adjunto jubilado que enseñó economía en el Broward College, ha declarado que había asistido a unas 10 reuniones con los acusados para planificar el futuro de Haití después de la renuncia de Moïse. Estas reuniones se llevaron a cabo en Florida y República Dominicana meses antes del asesinato. Sin embargo, en ningún momento se planeó un golpe de Estado o un asesinato según Duverger. Se asumió que el médico eventualmente se convertiría en el Primer Ministro de Haití. Otro participante, Frantz Gilot, que es consultor de Naciones Unidas, también ha negado que hubiera un plan para asesinar al presidente.
Según una investigación realizada por el The Wall Street Journal, CTU contrató a un veterano colombiano para reclutar a otros ex soldados, lo que logró a través de WhatsApp, prometiéndoles un salario mensual de $ 3000 para proteger a los políticos de élite de Haití. Afirmó que CTU contaba con el apoyo del Departamento de Estado de los Estados Unidos, mientras que participarían en combates urbanos y vivirían en "alojamientos raídos". Sin embargo, no se mencionó ningún plan para matar o derrocar a Moïse.
CTU usó la tarjeta de crédito de su compañía para comprar 19 boletos de avión para los presuntos agresores, para vuelos desde la capital de Colombia, Bogotá, a la capital de República Dominicana, Santo Domingo. Según Valencia, dos de los sospechosos colombianos volaron a la capital de la República Dominicana, Santo Domingo, desde la capital de Colombia, Bogotá, vía Panamá, el 6 de mayo de 2021. Llegaron a Puerto Príncipe, Haití, el 10 de mayo tomando otro vuelo. Otros 11 sospechosos colombianos tomaron un vuelo a la ciudad turística de Punta Cana, en la República Dominicana, desde Bogotá, el 4 de junio de 2021. Cruzaron a Haití el 7 de junio a través del paso fronterizo de Carrizal.
Más tarde se les dijo a los mercenarios que estarían protegiendo al propio Moïse. El 22 de junio, los hombres se reunieron con el director de la CTU y se les dijo que ayudarían a sacar a Haití de la pobreza, aumentando la seguridad en el país, lo que atraería inversores. Un juez que entrevistó a los dos sospechosos haitiano-estadounidenses, uno de los cuales dijo que había estado en Haití durante un mes antes del ataque y el otro dijo que había estado en Haití durante seis meses, dijo que el complot había planeado intensamente durante un mes en un hotel de lujo en Pétion-Ville. Según la policía haitiana, los sospechosos aparentemente habían planeado secuestrar a Moïse el 20 de junio, pero se vieron obligados a posponer su operación hasta el 7 de julio debido a un cambio en su horario de viaje.
El jefe de la Policía Nacional de Haití, Léon Charles, dijo que el médico había llegado a Haití en junio en un avión y se había puesto en contacto con otras dos personas detrás del complot. Los atacantes fueron inicialmente contratados para protegerlo, pero luego se les asignó la tarea de ejecutar una orden de arresto contra el presidente Moïse, para que pudiera reemplazarlo como presidente. Charles agregó que había reclutado a algunos de los atacantes a través de CTU Security, y 22 más fueron reclutados más tarde.
Según Charles, uno de los sospechosos, que es un ex empleado del gobierno haitiano, había ayudado a los atacantes alquilándoles una casa cerca de la casa del presidente Moïse. Otro, propietario de la empresa de seguridad haitiana "Corvington Courier & Security Service", les había proporcionado alojamiento y sirenas para sus automóviles con la ayuda de uno de los asaltantes. Charles también afirmó que el exsenador haitiano John Joël Joseph era el autor intelectual del complot, que proporcionó armas a los atacantes y organizó reuniones.

## Ataque
Moïse fue asesinado en la madrugada del 7 de julio de 2021, cuando un grupo de hombres armados no identificados atacaron su residencia ubicada en Pèlerin 5, un distrito de Pétion-Ville. Martine Moïse, la primera dama de Haití, fue hospitalizada debido a las heridas sufridas durante el ataque. Un comunicado de prensa emitido ese mismo día desde la oficina del primer ministro Claude Joseph culpó del ataque a «un grupo de individuos no identificados, algunos de los cuales hablaban en español». Los vecinos de Moïse afirmaron haber oído disparos de ametralladoras pesadas poco después del ataque. El video tomado por los residentes que viven cerca del lugar del ataque contiene la voz de un hombre con acento estadounidense, hablando en inglés, que afirmó por un megáfono durante el ataque ser miembro de la Administración de Control de Drogas de Estados Unidos; mientras que las fuentes dijeron que los agresores no estaban con la Administración de Control de Drogas; «Estos eran mercenarios colombianos», dijo un alto funcionario del gobierno haitiano.
Los residentes informaron haber oído disparos de armas y "haber visto a hombres vestidos como comandos de negro corriendo por los barrios". También se informaron los sonidos de drones volando y una explosión, posiblemente una granada.
La primera dama Martine Moïse fue transportada en avión por Trinity Air Ambulance desde Haití al Aeropuerto Ejecutivo de Fort Lauderdale en el estado estadounidense de Florida, donde llegó aproximadamente a las 3:30 pm. El presidente interino Joseph describió su condición como estable ya que ella fue admitida en el Jackson Memorial Hospital de Miami para recibir tratamiento. El embajador de Haití en Estados Unidos, Bocchit Edmond, dijo que su condición era estable pero aún crítica y describió a los atacantes como mercenarios colombianos y sicarios profesionales.

## Secuelas
La Policía Nacional se enfrentó a los asesinos después de que abandonaron la residencia de Moïse. El secretario de Comunicaciones, Frantz Exantus, dijo que la policía había arrestado a "presuntos asesinos" el mismo día. Cuatro sospechosos murieron durante un tiroteo con la policía en Puerto Príncipe y tres agentes fueron hospitalizados tras el tiroteo. Los pistoleros fueron descritos como mercenarios extranjeros que hablaban en español e inglés. El jefe de policía, Léon Charles, dijo más tarde el 7 de julio que la policía todavía estaba enzarzada en batalla con los asesinos restantes y los perseguía para arrestarlos o matarlos. También dijo que habían rescatado a tres policías que habían sido tomados como rehenes. El primer ministro interino, Claude Joseph, condenó el ataque y afirmó que estaba a cargo del país. Declaró un estado de sitio nacional, más tarde ese día. También llamó a los asesinos altamente entrenados y fuertemente armados. 
Una enmienda de 2012 a la Constitución establece que el presidente de la Corte Suprema debe asumir el cargo en caso de una vacante presidencial. Sin embargo, el presidente del Tribunal Supremo René Sylvestre murió de COVID-19 dos semanas antes del asesinato de Moïse. La constitución también dice que la Asamblea Nacional elegirá un presidente provisional. Para complicar aún más las cosas, la demora en las elecciones legislativas ha hecho que la Asamblea esté prácticamente desaparecida.

## Perpetradores
El 7 de julio, la Policía Nacional de Haití mató a cuatro hombres sospechosos de participar en el asesinato y se detuvo a otros dos. Los sospechosos se describen como ciudadanos extranjeros mercenarios. El grupo habló en español e inglés. Poco después, se reveló que se habían descubierto a 28 supuestos asesinos, 26 de ellos eran colombianos y 2 eran haitianos con nacionalidad estadounidenses, mientras que otros 8 sospechosos seguían prófugos (todos ellos colombianos). El 9 de julio, el director de la Policía Nacional de Colombia, Jorge Luis Vargas, anunciaba que 4 empresas colombianas habrían reclutado a los presuntos asesinos y trece de ellos son militares retirados del ejército de Colombia.
Se determinó que la empresa privada de seguridad CTU Security contrató a los mercenarios colombianos (registrada como Counter Terrorist Unit Federal Academy LLC), con sede en Doral Beach, Miami (EE. UU.) y es dirigida por el opositor venezolano Antonio Enmanuel Intriago Valera; los autores intelectuales del asesinato son: Christian Emmanuel Sanon, un médico haitiano de 63 años (detenido), residenciado en Florida; Joseph Félix Badio, exfuncionario del Ministerio de Justicia haitiano; y Ashkard Joseph Pierre, un empresario que reside en Montreal, Canadá (buscado). Quien dirigía el grupo era Germán Rivera García, capitán retirado colombiano, recibió 50,000 dólares para la logística en Puerto Príncipe desde Miami vía Western Union y los pasajes aéreos fueron comprados a través de la empresa Worldwide Capital, del ciudadano ecuatoriano Walter Veintimilla; el canciller Claude Joseph solicitó que la ONU realizara una investigación por tratarse de "un crimen internacional"  Víctor Albeiro Pineda (soldado colombiano detenido), Romero, Duberney Capador (sargento fallecido) y Yepes habrían sido los mercenarios que entraron a la habitación de Moise y su esposa.
Varios mercenarios estaban vinculados al FBI y a la DEA estadounidenses. Según el Miami Herald, las autoridades estadounidenses presionaron al sistema judicial estadounidense para que no se revelaran estos vínculos: los fiscales de Miami "barrieron bajo la alfombra las pruebas de actividades pasadas de informantes del Gobierno estadounidense en nombre de la seguridad nacional de Estados Unidos", lo que hizo aún más opaca la investigación sobre el asesinato del presidente haitiano. La empresa de seguridad estadounidense que organizó el reclutamiento de los miembros del comando también estuvo implicada en el intento de asesinato del presidente venezolano Nicolás Maduro en 2018.

### Investigación
El fiscal jefe de Haití, Bedford Claude, confirmó los planes de llevar a los principales guardaespaldas de Moïse para interrogarlos, entre ellos Jean Laguel Civil, jefe de la guardia presidencial, y Dimitri Hérard, jefe de seguridad del palacio presidencial.
El independiente Centro Haitiano de Análisis e Investigación sobre Derechos Humanos cuestionó cómo los atacantes lograron ingresar al dormitorio del presidente y llevaron a cabo su ataque sin matar ni herir a ningún miembro de la guardia presidencial. El reportero de NPR, John Otis dijo, "ninguno de los guardias de seguridad del presidente murió o resultó herido en el ataque, y eso es un poco sospechoso ... independientemente de lo que estuvieran haciendo los colombianos, los funcionarios haitianos están diciendo que definitivamente no fueron los autores intelectuales de este asesinato". El senador de la oposición y candidato presidencial de 2015, Steven Benoît culpó al equipo de seguridad del presidente por el ataque, diciendo que el presidente "fue asesinado por sus agentes de seguridad".
La Policía Nacional de Haití identificó el 14 de julio a uno de los sospechosos como el propietario de la empresa CTU Security en Florida, y agregó que había firmado un contrato en Haití pero no dio más detalles, afirmando que la investigación se encontraba en etapas avanzadas. También se registraron las casas de dos sospechosos, uno de los cuales era el exlíder rebelde Gilbert Dragon, lo que condujo al descubrimiento de muchas armas. También se buscan otros tres sospechosos, incluido uno que presuntamente proporcionó casas y sirenas a los asesinos y al exsenador John Joël Joseph. Uno de los sospechosos, ex empleado del gobierno, fue acusado por el jefe de la Policía Nacional de Colombia, general Jorge Luis Vargas Valencia, de haber ordenado a dos de los presuntos agresores matar a Moïse varios días antes del operativo.
Mientras tanto, la policía también arrestó a cinco funcionarios que formaban parte de la seguridad del presidente en relación con el asesinato. Entre los detenidos se encuentra Dimitri Hérard, jefe de la Unidad General de Seguridad del Palacio Nacional, responsable de custodiar la residencia del Presidente. 24 policías que protegían a Moïse también estaban siendo interrogados. 
Los medios colombianos dijeron que Hérard presuntamente visitó Colombia unas semanas antes del asesinato, y el Centro de Investigación Económica y Política informó que las fuerzas del orden de Estados Unidos lo están investigando por vínculos con el tráfico de armas. Entre enero y mayo de 2021, Dimitri Hérard realizó 7 viajes desde y hacia Colombia, República Dominicana y Ecuador. Hérard presuntamente había utilizado un documento de identidad ecuatoriano para viajar desde y hacia Haití. El 22 de julio de 2021, el presidente de Ecuador, Guillermo Lasso confirmado que Hérard tuvo acceso a un documento de identidad ecuatoriana, debido a su beca en la Escuela Superior Militar Eloy Alfaro.
La policía haitiana también arrestó a Jean Laguel Civil el 26 de julio. El 3 de agosto, el gobierno de Haití solicitó ayuda a las Naciones Unidas para realizar una investigación internacional sobre el asesinato. Mientras tanto, funcionarios haitianos que investigaban los casos informaron que estaban recibiendo amenazas de muerte y se vieron obligados a esconderse, luego de que las autoridades ignoraran sus solicitudes de protección. También acusaron a la policía de violaciones procesales.
La justicia haitiana imputó a  Martine Moise, esposa del expresidente por su implicación en el asesinato de Moise.

## Reacciones

### Nacionales
El primer ministro interino, Claude Joseph, condenó el ataque y declaró que estaba a cargo del país. Joseph declaró un estado de sitio nacional más tarde ese día. Una enmienda de 2012 a la Constitución establece que el primer ministro, junto con el consejo de ministros, se convierte en presidente tras la muerte del presidente. Sin embargo, como Moïse estaba en el último año de su mandato, la constitución también dice que la Asamblea Nacional elegirá un presidente provisional. Para complicar aún más las cosas, la demora en las elecciones legislativas ha hecho que la Asamblea esencialmente desaparezca. 
El aeropuerto internacional Toussaint Louverture se cerró y los aviones se enviaron de regreso a sus destinos.

### Internacionales
- Colombia: Marta Lucía Ramírez, vicepresidenta y ministra de Relaciones Exteriores de Colombia, pidió a Haití a finales de julio que garantizara que se respetaran los derechos legales de los sospechosos colombianos y que recibieran atención médica adecuada. Afirmó además que una misión consular había encontrado irregularidades en su detención, además de que no se les había proporcionado abogados. También agregó que algunos de los sospechosos habían resultado heridos durante su arresto y no recibieron atención médica.[56]
- Estados Unidos: El 15 de julio, el presidente de los Estados Unidos, Joe Biden, anunció que el gobierno de los Estados Unidos desplegaría el Cuerpo de Marines de los Estados Unidos para proteger la Embajada de los Estados Unidos en Puerto Príncipe.[57] El Departamento de Estado nombró a Daniel Lewis Foote como enviado especial a Haití, con la tarea de trabajar con funcionarios locales e internacionales para estabilizar Haití, al tiempo que intentaba apoyar la celebración de elecciones libres y justas.[58]

- República Dominicana: El presidente dominicano Luis Abinader cerró la frontera con Haití y convocó a una reunión urgente de comandantes militares en respuesta al asesinato. El país también prohibió los viajes aéreos a Haití. Mientras tanto, el personal diplomático de la República Dominicana estacionado en Haití fue evacuado por la Fuerza Aérea Dominicana del Aeropuerto Internacional Toussaint Louverture.[59]
- República de China: La embajada de la República de China (Taiwán) en Puerto Príncipe se cerró por motivos de seguridad, comunicó que «El 8 (de julio) de madrugada la seguridad de la embajada descubrió que un grupo de hombres armados había entrado por la fuerza en el patio de la embajada», así mismo la embajada taiwanesa calificó a los intrusos «mercenarios y sospechosos del asesinato».[60]
- México: El presidente mexicano Andrés Manuel López Obrador lamentó el asesinato del presidente y expresó: “Enviar un abrazo al pueblo de Haití por el lamentable asesinato del presidente de ese país, de su esposa, es algo que lamentamos mucho. El presidente de Haití, Jovenel Moïse, estuvo en el acto de toma de posesión cuando asumí la presidencia de México; recientemente estamos por enviar 150 mil dosis de vacunas a Haití, que es un pueblo pobre, muy necesitado de la ayuda internacional, y esto que sucedió es muy lamentable”, indicó el Jefe del Ejecutivo federal.[61]
- La condena internacional del ataque incluyó declaraciones de los gobiernos de Argentina, Bolivia, Canadá, Nicaragua, Chile, Colombia, Perú, Uruguay, México, el Reino Unido, Estados Unidos, Ecuador, Panamá, la República de China (Taiwán) y Venezuela, así como de la Organización de los Estados Americanos.